# Ian Brownlie
Ian Brownlie, (19 septembre 1932, Liverpool – 3 janvier 2010, Le Caire) est un avocat et universitaire anglais, spécialisé en droit international. Il est professeur Chichele de droit international public de 1980 à 1999.

## Jeunesse et éducation
Brownlie est né à Bootle, Liverpool ; son père travaille pour une compagnie d'assurance. Il est évacué pendant la Seconde Guerre mondiale à Heswell, près de Wirral, et reste un an sans aucune éducation formelle après que l'école locale ait été bombardée. Il fréquente le lycée Alsop puis le Hertford College d'Oxford en tant que boursier Gibbs en 1952 et obtient un baccalauréat en droit de première classe en 1953. En parlant de cette époque, C.H.S. Fifoot décrit Brownlie comme son « élève le plus doué ». Il est le boursier Vinerian avec les notes les plus élevées au BCL. Il est étudiant en Humanitarian Trust au King's College de Cambridge en 1955, où il étudie le droit international public. Il obtient son doctorat à Oxford en 1961 sous la direction de Humphrey Waldock, sa thèse étant publiée plus tard en 1963 sous le titre International Law and the Use of Force by States. Il obtient le doctorat supérieur DCL d'Oxford en 1976.
Il est admis au barreau de Gray's Inn en 1958 ; il commence à exercer quelques années plus tard, en 1967, au 2 Crown Office Row. Il est locataire à Blackstone Chambers de 1983 jusqu'à sa mort le 3 janvier 2010. Il est membre du Parti communiste de Grande-Bretagne jusqu'à l'invasion de la Tchécoslovaquie par l'Union soviétique en 1968.

## Carrière
Il commence sa carrière universitaire à l'Université de Nottingham en tant que chargé de cours de 1957 à 1963. Il est professeur et tuteur en droit au Wadham College d'Oxford de 1963 à 1976 et chargé de cours à l'Université d'Oxford de 1964 à 1976. En 1976, il est conseiller de la reine. Il est nommé professeur de droit international à la London School of Economics entre 1976 et 1980. Il est maître de conférences en droit international public à la faculté de droit d'Inns of Court de 1973 à 1976. De 1980 à 1999, il est professeur Chichele de droit international public et membre du All Souls College de l’Université d’Oxford ; il est nommé membre distingué du All Souls College en 2004. Il est directeur des études à l’Association de droit international de 1982 à 1991. Il est chargé de cours à l'Académie de droit international de La Haye en 1979 et 1995. Il prend sa retraite d'Oxford en 1999, après avoir atteint l'âge légal de la retraite.
Il est conseiller du président américain Jimmy Carter pendant la crise des otages iraniens de 1979. Il plaide dans de nombreuses affaires devant la Cour internationale de justice comme Nicaragua c. États-Unis, Nauru c. Australie, Bosnie-Herzégovine c. Serbie-et-Monténégro, le différend Pedra Branca, [Libye c. Royaume-Uni, Libye c. États-Unis et [République démocratique du Congo c. Ouganda. Il plaide également dans plusieurs affaires importantes devant la Cour européenne des droits de l'homme, notamment Chypre c. Turquie. Au total, il plaide plus de 40 affaires contentieuses devant la CIJ. Il représente également Amnesty International lors du procès d'extradition du chef du coup d'État chilien Augusto Pinochet devant les tribunaux anglais en 1999. Il est membre de la Commission du droit international des Nations Unies de 1997 jusqu'à sa démission en 2008. Il est rédacteur en chef du British Yearbook of International Law de 1974 à 1999.
Brownlie est membre de la British Academy et membre de l'International Law Association et de l'Institut de droit international. En 2006, il reçoit le prix commémoratif Wolfgang Friedmann pour le droit international. Il est fait chevalier lors des honneurs d'anniversaire de 2009.

## Vie privée
En 1957, Brownlie épouse Jocelyn Gale avec qui il a un fils et deux filles ; le mariage est dissous en 1975. Il se remarie en 1978 avec Christine Apperley. Brownlie est décédé dans un accident de voiture au Caire le 3 janvier 2010 ; sa femme et sa fille étaient également dans la voiture, sa femme s'est cassé des côtes et sa fille Rebecca est tuée à ses côtés,,.

## Publications
Plusieurs des ouvrages publiés de Brownlie sont considérés comme des textes de référence dans leurs domaines :
- International Law and the Use of Force between States(thèse de doctorat d'Oxford, 1963)
- Principles of Public International Law (1966) (8e éd., 2012)
- Basic Documents in International Law (1967) (6e éd., 2008)
- Basic Documents on Human Rights (1971) (5e éd., 2006)
- African Boundaries: A Legal and Diplomatic Encyclopedia (1979)
- System of the Law of Nations: State Responsibility (1983)